# Panesthia concinna
Panesthia concinna es una especie de cucaracha del género Panesthia, familia Blaberidae.